# Священный цветок
«Священный цветок» (англ. The Holy Flower) — роман классика приключенческой литературы англичанина викторианской эпохи Генри Райдера Хаггарда из цикла об Аллане Квотермейне. В произведении рассказывается о ранних приключениях Квотермейна.

## Сюжет
Аллан Квотермейн вместе со своим компаньоном Стивеном Соммерсом отправляется в самое сердце Африки. в страну дикого народа понго за редкой орхидеей, которую понго почитают за божество.

## Персонажи
- Аллан Квотермейн — белокожий охотник и путешественник. Невысокого роста, прекрасный стрелок. Туземцы называют Квотермейна Макумазан, что буквально означает «человек, который встаёт после полуночи» (то есть человек, который всегда находится начеку).
- Стивен Соммерс — молодой человек. сын богача. Увлекается орхидеями, из-за чего отправился в рискованное путешествие.
- Брат Джон — американец, врач, бывший миссионер. Ищет похищенную работорговцами жену. Чернокожие называют его Догитой (искаженное от слова доктор).
- Ханс — старый готтентот, давний знакомый Квотермейна, участвовал во многих его приключениях.
- Мавово — зулусский воин и колдун. Бежал из своей страны поле победы Кечвайо в гражданской войне.